# Halleluja, Herren lever
Halleluja, Herren lever är en psalm med text ur Psalm 118. Musiken är från den 5:e psalmtonen.

## Publicerad som
- Nr 917 i Psalmer i 90-talet under rubriken "Psaltarpsalmer och Cantica".